# Championnats d'Europe de cyclo-cross 2019
Navigation
Édition précédente Édition suivante
Les championnats d'Europe de cyclo-cross 2019 ont lieu les 9 et 10 novembre 2019 à Silvelle di Trebaseleghe, en Italie.
Pour la première fois une course féminine pour les juniors (moins de 19 ans) est au programme des championnats.

## Résultats

### Hommes
| Épreuves        | Or                   | Argent        | Bronze          |
| --------------- | -------------------- | ------------- | --------------- |
| Élites          | Mathieu van der Poel | Eli Iserbyt   | Laurens Sweeck  |
| Moins de 23 ans | Mickaël Crispin      | Timo Kielich  | Antoine Benoist |
| Juniors         | Thibau Nys           | Jente Michels | Dario Lillo     |

### Femmes
| Épreuves        | Or                         | Argent        | Bronze                   |
| --------------- | -------------------------- | ------------- | ------------------------ |
| Élites          | Yara Kastelijn             | Eva Lechner   | Annemarie Worst          |
| Moins de 23 ans | Ceylin del Carmen Alvarado | Anna Kay      | Marion Norbert Riberolle |
| Juniors         | Puck Pieterse              | Olivia Onesti | Shirin van Anrooij       |

## Classements

### Course masculine
| Pos                        | Cycliste               | Pays        | Temps        |
| -------------------------- | ---------------------- | ----------- | ------------ |
|                            | Mathieu van der Poel   | Pays-Bas    | 58 min 22 s  |
| Médaille d'argent, Europe  | Eli Iserbyt            | Belgique    | + 3 s        |
| Médaille de bronze, Europe | Laurens Sweeck         | Belgique    | + 20 s       |
| 4                          | Michael Vanthourenhout | Belgique    | + 24 s       |
| 5                          | Lars van der Haar      | Pays-Bas    | + 25 s       |
| 6                          | Quinten Hermans        | Belgique    | + 38 s       |
| 7                          | Toon Aerts             | Belgique    | + 1 min 01 s |
| 8                          | Thomas Pidcock         | Royaume-Uni | + 1 min 10 s |
| 9                          | Felipe Orts            | Espagne     | + 1 min 22 s |
| 10                         | Tim Merlier            | Belgique    | + 1 min 42 s |

### Course masculine des moins de 23 ans
| Pos                        | Cycliste        | Pays        | Temps        |
| -------------------------- | --------------- | ----------- | ------------ |
|                            | Mickaël Crispin | France      | 46 min 47 s  |
| Médaille d'argent, Europe  | Timo Kielich    | Belgique    | + 8 s        |
| Médaille de bronze, Europe | Antoine Benoist | France      | + 9 s        |
| 4                          | Toon Vandebosch | Belgique    | + 26 s       |
| 5                          | Tim van Dijke   | Pays-Bas    | + 42 s       |
| 6                          | Andreas Goeman  | Belgique    | + 48 s       |
| 7                          | Kevin Kuhn      | Suisse      | + 51 s       |
| 8                          | Ryan Kamp       | Pays-Bas    | + 53 s       |
| 9                          | Thomas Mein     | Royaume-Uni | + 59 s       |
| 10                         | Jarno Bellens   | Belgique    | + 1 min 03 s |

### Course masculine des juniors
| Pos                        | Cycliste             | Pays      | Temps        |
| -------------------------- | -------------------- | --------- | ------------ |
|                            | Thibau Nys           | Belgique  | 41 min 10 s  |
| Médaille d'argent, Europe  | Jente Michels        | Belgique  | + 9 s        |
| Médaille de bronze, Europe | Danilo Lillo         | Suisse    | + 1 min 10 s |
| 4                          | Jetze Van Campenhout | Belgique  | + 1 min 26 s |
| 5                          | Lennert Belmans      | Belgique  | + 1 min 30 s |
| 6                          | Davide De Pretto     | Italie    | + 2 min 02 s |
| 7                          | Marco Brenner        | Allemagne | + 2 min 12 s |
| 8                          | Noé Castille         | France    | + 2 min 15 s |
| 9                          | Emiel Verstrynge     | Belgique  | + 2 min 26 s |
| 10                         | Ugo Ananie           | France    | + 2 min 29 s |

### Course féminine
| Pos                        | Cycliste            | Pays     | Temps        |
| -------------------------- | ------------------- | -------- | ------------ |
|                            | Yara Kastelijn      | Pays-Bas | 41 min 05 s  |
| Médaille d'argent, Europe  | Eva Lechner         | Italie   | + 12 s       |
| Médaille de bronze, Europe | Annemarie Worst     | Pays-Bas | + 26 s       |
| 4                          | Maud Kaptheijns     | Pays-Bas | + 1 min 09 s |
| 5                          | Laura Verdonschot   | Belgique | + 1 min 16 s |
| 6                          | Sanne Cant          | Belgique | + 1 min 23 s |
| 7                          | Alice Maria Arzuffi | Italie   | + 1 min 23 s |
| 8                          | Alicia Franck       | Belgique | + 1 min 48 s |
| 9                          | Loes Sels           | Belgique | + 1 min 52 s |
| 10                         | Ellen Van Loy       | Belgique | + 2 min 11 s |

### Course féminine des moins de 23 ans
| Pos                        | Cycliste                   | Pays        | Temps        |
| -------------------------- | -------------------------- | ----------- | ------------ |
|                            | Ceylin del Carmen Alvarado | Pays-Bas    | 46 min 23 s  |
| Médaille d'argent, Europe  | Anna Kay                   | Royaume-Uni | + 12 s       |
| Médaille de bronze, Europe | Marion Norbert Riberolle   | France      | + 1 min 02 s |
| 4                          | Inge van der Heijden       | Pays-Bas    | + 1 min 31 s |
| 5                          | Manon Bakker               | Pays-Bas    | + 1 min 35 s |
| 6                          | Francesca Baroni           | Italie      | + 3 min 54 s |
| 7                          | Gaia Realini               | Italie      | + 4 min 02 s |
| 8                          | Blanka Kata Vas            | Hongrie     | + 4 min 23 s |
| 9                          | Harriet Harnden            | Royaume-Uni | + 5 min 14 s |
| 10                         | Noemi Rüegg                | Suisse      | + 5 min 36 s |

### Course féminine des juniors
| Pos                        | Cycliste           | Pays        | Temps        |
| -------------------------- | ------------------ | ----------- | ------------ |
|                            | Puck Pieterse      | Pays-Bas    | 37 min 34 s  |
| Médaille d'argent, Europe  | Olivia Onesti      | France      | + 28 s       |
| Médaille de bronze, Europe | Shirin van Anrooij | Pays-Bas    | + 44 s       |
| 4                          | Anna Flynn         | Royaume-Uni | + 55 s       |
| 5                          | Millie Couzens     | Royaume-Uni | + 1 min 08 s |
| 6                          | Line Burquier      | France      | + 1 min 44 s |
| 7                          | Sofie van Rooijen  | Pays-Bas    | + 2 min 34 s |
| 8                          | Isa Nomden         | Pays-Bas    | + 3 min 12 s |
| 9                          | Aneta Novotná      | Tchéquie    | + 4 min 02 s |
| 10                         | Clea Seidel        | Allemagne   | + 4 min 20 s |

## Tableau des médailles
| Rang  | Nation          | Or | Argent | Bronze | Total |
| ----- | --------------- | -- | ------ | ------ | ----- |
| 1     | Pays-Bas        | 4  | 0      | 2      | 6     |
| 2     | Belgique        | 1  | 3      | 1      | 5     |
| 3     | France          | 1  | 1      | 2      | 4     |
| 4     | Grande-Bretagne | 0  | 1      | 0      | 1     |
| 4     | Italie          | 0  | 1      | 0      | 1     |
| 6     | Suisse          | 0  | 0      | 1      | 1     |
| Total | Total           | 6  | 6      | 6      | 18    |